# (91133) 1998 HK151
(91133) 1998 HK151 est un objet transneptunien du groupe des plutinos.

## Caractéristiques
1998 HK151 mesure environ 133 km de diamètre.

## Orbite
L'orbite de 1998 HK151 possède un demi-grand axe de 39,279 ua et une période orbitale d'environ 246 ans. Son périhélie l'amène à 30,391 ua du Soleil et son aphélie l'en éloigne de 48,166 ua.

## Découverte
1998 HK151 a été découvert le 28 avril 1998.